# Hidroksicikloheksankarboksilat dehidrogenaza
Hidroksicikloheksankarboksilat dehidrogenaza (EC 1.1.1.166, dihidroksicikloheksankarboksilatna dehidrogenaza, (-)t-3,t-4-dihidroksicikloheksan-c-1-karboksilat-NAD+ oksidoreduktaza) je enzim sa sistematskim imenom (1S,3R,4S)-3,4-dihidroksicikloheksan-1-karboksilat:NAD+ 3-oksidoreduktaza. Ovaj enzim katalizuje sledeću hemijsku reakciju
()-3,4-dihidroksicikloheksan-1-karboksilat + + {\displaystyle \rightleftharpoons } (1S,4S)-4-hidroksi-3-oksocikloheksan-1-karboksilat + +
Hidroksicikloheksankarboksilatna dehidrogenaza deluje na hidroksicikloheksankarboksilate koji imaju ekvatorialnu karboksu grupu u C-1, aksijalnu hidroksnu grupu u C-3 i ekvatorijalnu hidroksi ili karbonilnu grupu u C-4, uključujući (-)-hinat i (-)-šikimat.

## Literatura
- Nicholas C. Price; Lewis Stevens (1999). Fundamentals of Enzymology: The Cell and Molecular Biology of Catalytic Proteins (Third изд.). USA: Oxford University Press. ISBN 019850229X.
- Eric J. Toone (2006). Advances in Enzymology and Related Areas of Molecular Biology, Protein Evolution (Volume 75 изд.). Wiley-Interscience. ISBN 0471205036.
- Branden C; Tooze J. Introduction to Protein Structure. New York, NY: Garland Publishing. ISBN 0-8153-2305-0.
- Irwin H. Segel. Enzyme Kinetics: Behavior and Analysis of Rapid Equilibrium and Steady-State Enzyme Systems (Book 44 изд.). Wiley Classics Library. ISBN 0471303097.
- William P. Jencks (1987). Catalysis in Chemistry and Enzymology. Dover Publications. ISBN 0486654605.

## Spoljašnje veze
- Hydroxycyclohexanecarboxylate+dehydrogenase на 